# Austrosynthemis
Austrosynthemis is een geslacht van libellen (Odonata) uit de familie van de zuidelijke glanslibellen (Synthemistidae).

## Soorten
Austrosynthemis omvat 1 soort:
- Austrosynthemis cyanitincta (Tillyard, 1908)